# Musée national d'histoire japonaise
Le Musée national d’histoire japonaise (国立歴史民俗博物館, Kokuritsu Rekishi Minzoku Hakubutsukan), plus familièrement appelé le Rekihaku, est un musée situé à Sakura, au Japon.

## Historique
La construction du Rekihaku commence en 1981 et il ouvre ses portes en 1983. Depuis 1999, c’est également un institut de recherche attaché à l’université de Sokendai.